# Suðureyri
Suðureyri est une localité islandaise de la municipalité de Ísafjarðarbær située à l'ouest de l'île, dans la région de Vestfirðir. En 2022, le village comptait 278 habitants.